# Johannes Hyrkanos I.

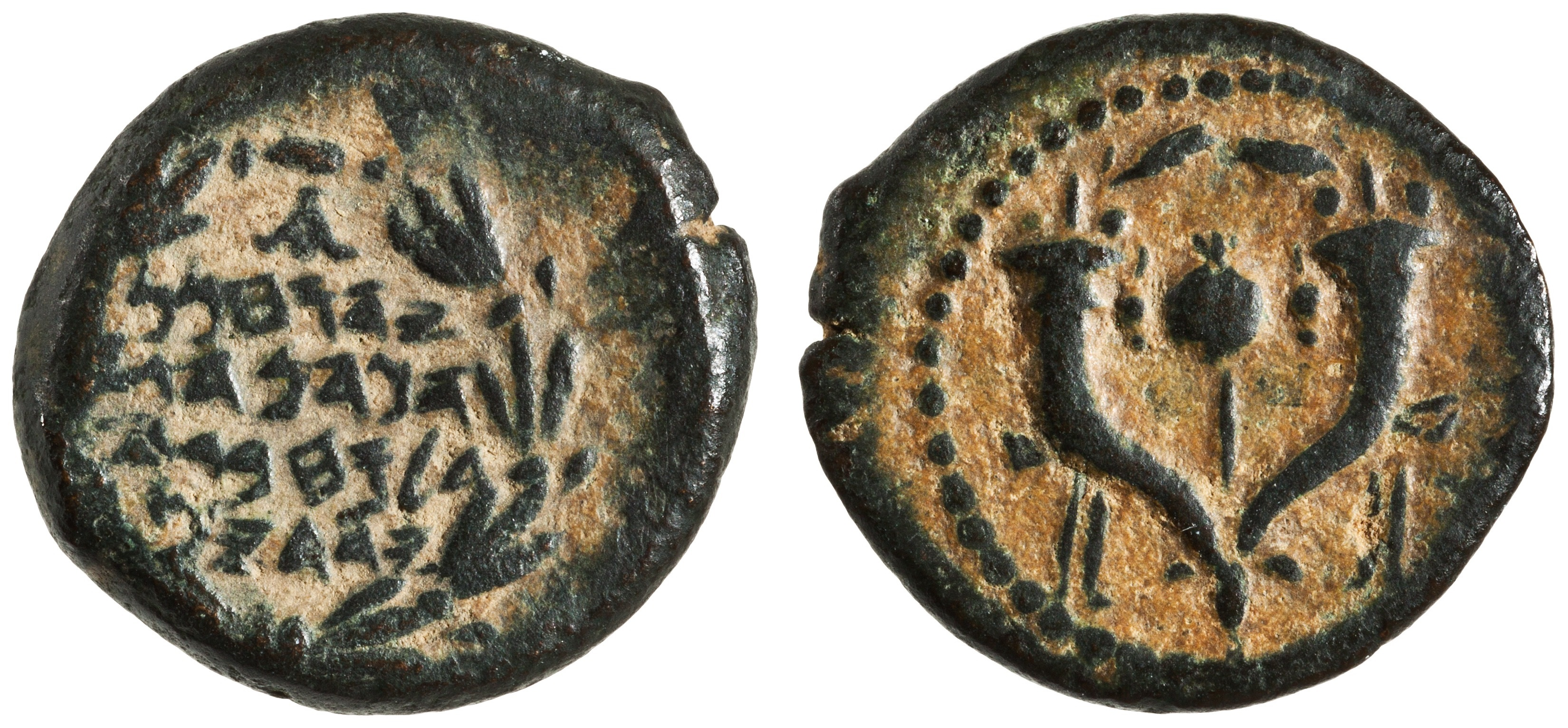
Bronzemünze (Pruta) des Johannes Hyrkanos I.

Johannes Hyrkanos I. (hebräisch יוחנן (הרקנוס) Jôḥānān (Hurqanôs), altgriechisch Ἰωάννης Ὑρκανός Iōánnēs Hyrkanós) war ein Ethnarch und Jerusalemer Hohepriester aus der Dynastie der Hasmonäer, der von 135 bis 104 v. Chr. in Judäa regierte.
Seine Eltern und Brüder fielen einem Anschlag zum Opfer, dem Hyrkanos entging. In der Anfangsphase seiner Herrschaft wurde er vom Seleukidenkönig Antiochos VII. in Jerusalem belagert, erreichte jedoch durch Verhandlungen relativ günstige Übergabebedingungen. Er nahm am Partherkrieg des Antiochos mit einem eigenen Kontingent teil. Nachdem Antiochos 129 v. Chr. während des Feldzugs gestorben war, folgte für das Seleukidenreich eine Zeit der Instabilität, geprägt durch Machtkämpfe mehrerer Thronanwärter. Dies ermöglichte Johannes Hyrkanos eine selbstständige Politik. Durch Eroberungskriege vergrößerte er das Territorium Judäas. Er zwang die Idumäer, das Judentum anzunehmen, und zerstörte das Heiligtum der Samaritaner auf dem Berg Garizim. Die Prägung eigener Münzen verdeutlicht die Unabhängigkeit Judäas. Sowohl die Eroberung von Idumäa und Samarien als auch die Münzprägung werden in die späten Regierungsjahre des Johannes Hyrkanos datiert.

## Name

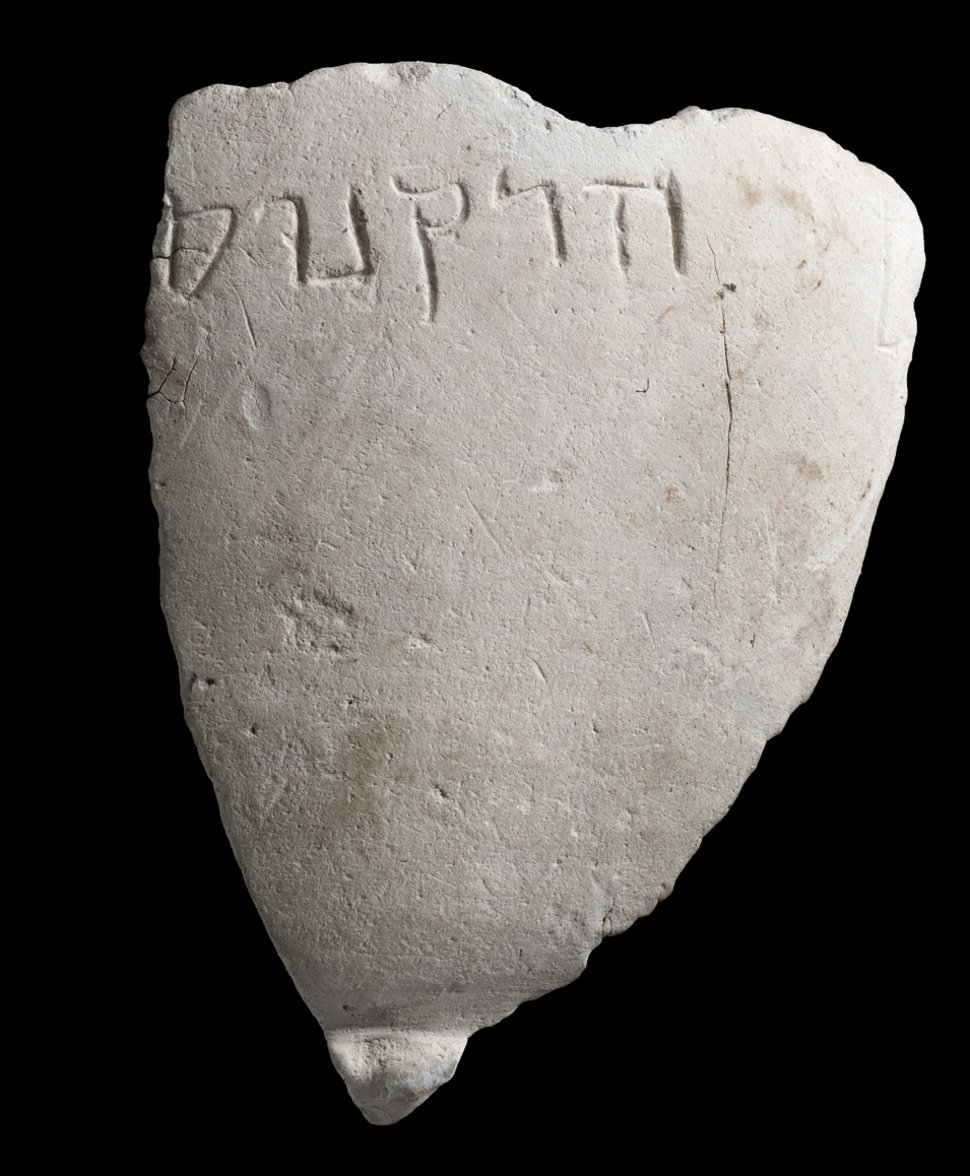
Inschrift, Ostrakon aus Jerusalem

Der Name Hyrkanos wurde ursprünglich als Beiname von Judäern getragen, deren Vorfahren aus der jüdischen Diaspora am Kaspischen Meer (Hyrkanien) stammten – so Klaus Bringmann. Er kommt bereits im 3. Jahrhundert v. Chr. innerhalb der Tobiadenfamilie vor.
Michael Tilly dagegen meint, dass Johannes den Beinamen Hyrkanos annahm, nachdem er militärische Erfolge in Hyrkanien erzielt hatte. Dazu hatte er während des Partherfeldzugs unter Antiochos VII. Gelegenheit. Diese Interpretation des Namens geht auf einen Vorschlag des Eusebius von Caesarea zurück. Sie kann aber nicht erklären, warum Hyrkanos bereits früher als jüdischer Personenname bezeugt ist. Bei Ausgrabungen in Jerusalem (Giv'ati Parking Lot) wurde 2015 ein Fragment einer Schüssel aus Kalkstein entdeckt, die den hebräischen Schriftzug הרקנוס „Hurqanôs“ trägt (Foto), was als Beleg dafür gewertet wird, dass der Name damals üblich war.

## Familiärer Hintergrund
Johannes Hyrkanos war der dritte Sohn des Simon Makkabäus. Unter Simons Herrschaft wurde Judäa de facto zu einem unabhängigen Staat. Der Seleukidenherrscher Demetrios II. erkannte Simon als Hohepriester an, gewährte ihm Steuerfreiheit und das Recht, Festungen zu besitzen. Obwohl er diesen Titel nicht führte, regierte Simon ab 141 v. Chr. wie ein König. Zu Lebzeiten seines Vaters war Johannes Hyrkanos der Oberbefehlshaber der Armee. Er residierte in Geser und besiegte eine syrische Armee unter dem Epistrategen Kendebaios in einer Schlacht nahe Azotos. Diese Schlacht datiert Kay Ehling auf Herbst 137 bis Frühjahr 136 v. Chr., da die Erwähnung eines „reißenden Gebirgsbachs“ in 1 Makk 16,14  ein Hinweis auf die winterlichen Regenfälle sein kann.
Hyrkanos war von seinem Vater nicht als Nachfolger vorgesehen worden; er kam in diese Position, weil er überlebte, als fast die ganze Familie im Januar/Februar 135 einem Anschlag zum Opfer fiel: Ptolemaios, der Sohn des Abubos, war Simons Schwiegersohn und Strategos in der Gegend von Jericho. Wahrscheinlich waren die Abubiden eine regionale Dynastenfamilie, die das Jordantal kontrollierte, und darin mit den Hasmonäern, die Jerusalem regierten, aus seleukidischer Sicht ebenbürtig. Die Existenz solcher halbautonomer regionaler Akteure dokumentiert die Schwäche der seleukidischen Zentralregierung. Für die Angehörigen dieser Familien war es naheliegend, sich durch Heiraten zu verbinden, um nötigenfalls gegenüber seleukidischen Forderungen gemeinsam auftreten zu können. Der Abubide Ptolemaios lud seinen Schwiegervater Simon und dessen Söhne Mattathias und Judas zu einem Bankett in die Festung Dok ein. Anschließend ließ er sie ermorden. Ptolemaios schickte seine Leute nach Geser, um auch den dritten Sohn Johannes Hyrkanos zu beseitigen, aber dieser wurde rechtzeitig gewarnt. Er begab sich sofort nach Jerusalem und brachte die Stadt unter seine Kontrolle. Als Ptolemaios versuchte, Jerusalem und den Tempelberg zu besetzen, erhielt er von der Bevölkerung keinen Einlass in die Stadt. Benedikt Eckhardt hält es für möglich, dass der Anschlag auf Weisung des Seleukidenkönigs Antiochos VII. erfolgte. Dieser war ein tatkräftigerer Herrscher als seine Vorgänger, dem möglicherweise die Amtsführung Simons in Jerusalem zu eigenständig erschien.

## Regierungszeit
Johannes Hyrkanos folgte seinem Vater als Ethnarch von Judäa und im Amt des Hohepriesters. Gleich nachdem er seine Ämter in Jerusalem angetreten hatte, belagerte er Ptolemaios in der Festung Dok, um die Ermordung seines Vaters zu rächen. Ptolemaios hielt aber die Mutter und die Brüder des Hyrkanos gefangen (die also noch lebten: hier weicht Josephus von 1. Makkabäer ab), ließ sie misshandeln und besaß dadurch ein Druckmittel; so zog sich die Belagerung in die Länge. Josephus zufolge zeigte die Mutter des Hyrkanos bei diesen Misshandlungen besondere Tapferkeit, während Hyrkanos selbst als Zauderer in keinem günstigen Licht erscheint. Weil ein Sabbatjahr begonnen hatte (Oktober 135 bis Oktober 134 v. Chr.), brach Hyrkanos die Belagerung von Dok ab. So stellt es Josephus dar; historisch wahrscheinlicher ist, dass Hyrkanos abzog, weil er die Nachricht erhalten hatte, eine seleukidische Armee sei in Judäa eingetroffen. Ptolemaios ließ seine Geiseln töten und floh zu Zeno Kotylas, dem Herrscher von Philadelphia. Für die Morde an Simon und seiner Familie wurde Ptolemaios, soweit bekannt, nie zur Rechenschaft gezogen.

### Seleukidische Belagerung Jerusalems
Der Seleukidenkönig Antiochos VII. war mit seiner Armee in Judäa eingefallen und belagerte Johannes Hyrkanos etwa ein Jahr lang in Jerusalem. Diese Belagerung ist nach Kay Ehling ebenfalls in das Sabbatjahr Oktober 135 bis Oktober 134 v. Chr. zu datieren. Er versteht nämlich das Sabbatjahr als einen Zeitraum, in dem Juden besondere religiöse Vorschriften befolgen, was von einem strenggläubigen Bevölkerungsteil auch eingefordert worden sei und möglicherweise die Kampfkraft geschwächt habe. Jonathan A. Goldstein verweist darauf, dass mindestens die Angehörigen des Jachad eine Kriegführung im Sabbatjahr für unerlaubt hielten. Hyrkanos habe in der Anfangszeit seiner Regierung versucht, alle religiösen Gruppen in Judäa einzubinden, und auf solche Bedenken Rücksicht genommen. Die wesentliche Vorschrift des Sabbatjahrs ist, dass die Landwirtschaft ruht; die Auswirkungen davon machen sich aber erst im Folgejahr als immer stärkere Lebensmittelknappheit bis zur neuen Ernte bemerkbar. Johannes Christian Bernhardt argumentiert deshalb dafür, dass die Belagerung im Sommer oder Herbst 134 begann. Der Seleukidenkönig habe einen taktischen Vorteil gehabt, da infolge des Ernteausfalls die Ernährungssituation schwierig geworden sein dürfte. Das Belagerungsheer geriet durch Wassermangel in Bedrängnis, zumal die Befestigung der Stadt und die Ausfälle der Verteidiger einen schnellen Erfolg verhinderten. Beim Einsetzen der winterlichen Niederschläge im November (beim Untergang der Plejaden) entspannte sich diese Situation.

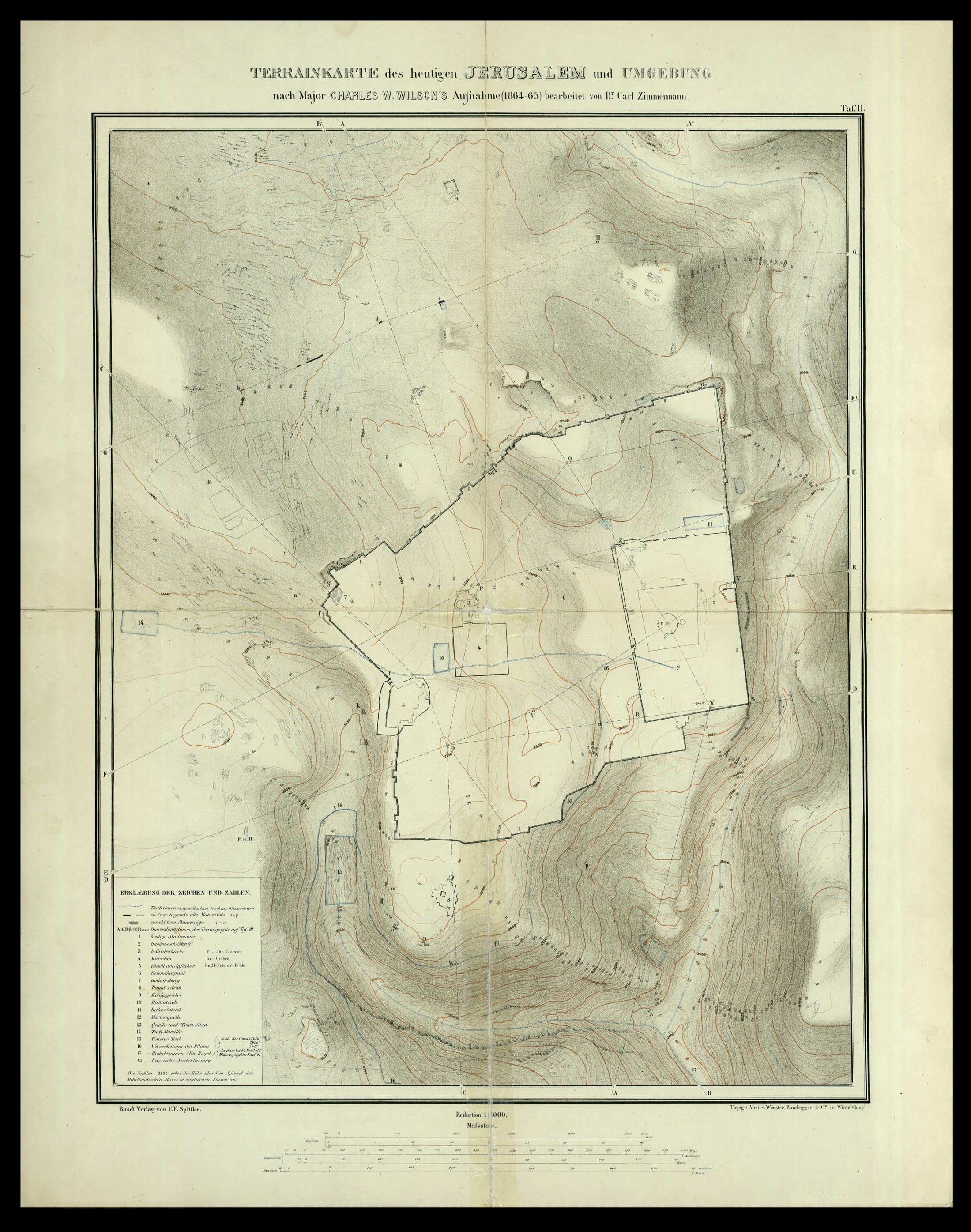
Topografische Karte Jerusalems von 1864 mit der mittelalterlichen Altstadtmauer, in deren Südostecke sich die Esplanade des Tempelbergs heraushebt. Mitten in der westlichen Altstadtmauer Jaffator und Davidszitadelle.

Josephus zufolge legte das seleukidische Heer rings um Jerusalem sieben Lager an und schloss die Stadt auf diese Weise ein. An zwei Punkten in den heutigen Stadtteilen Zikhron Moshe und Sha’arei Moshe wurden Fragmente hellenistischer rhodischer Amphoren (Importware) gefunden, was zusammen mit einer Münze Antiochos’ VII. als Hinweis auf eines der von Josephus erwähnten seleukidischen Lager interpretiert werden kann. Diese beiden Punkte sind 1,35 bzw. 1,5 Kilometer nordwestlich der Davidszitadelle, also relativ weit außerhalb der hellenistischen Stadt.
Auf nebenstehender topografischer Karte kann man sich verdeutlichen, dass die heutige Jerusalemer Altstadt gegenüber dem hellenistischen Jerusalem nordwärts versetzt ist. Südwest- und Südosthügel, damals Wohngebiet, befinden sich infolgedessen heute teilweise außerhalb der mittelalterlichen Altstadtmauer. Das innerstädtische Tal (Tyropoiontal) war in der Antike tiefer. Die trapezförmige Esplanade auf dem Nordosthügel (Tempelberg) entstand erst durch Baumaßnahmen unter Herodes.

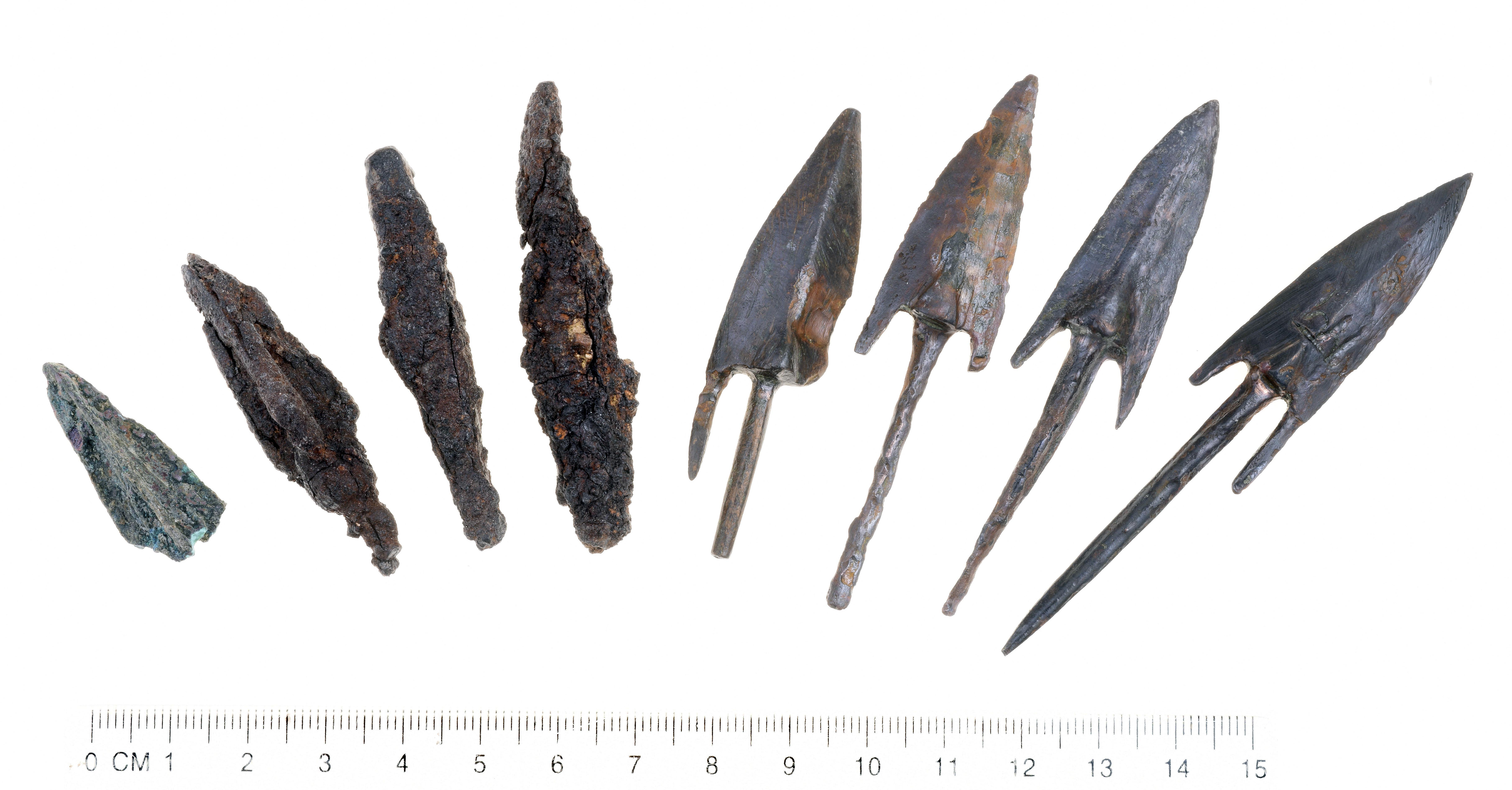
Seleukidische Pfeilspitzen aus Jerusalem (Giv'ati Parking Lot), rechts mit Beta-Epsilon-Stempel

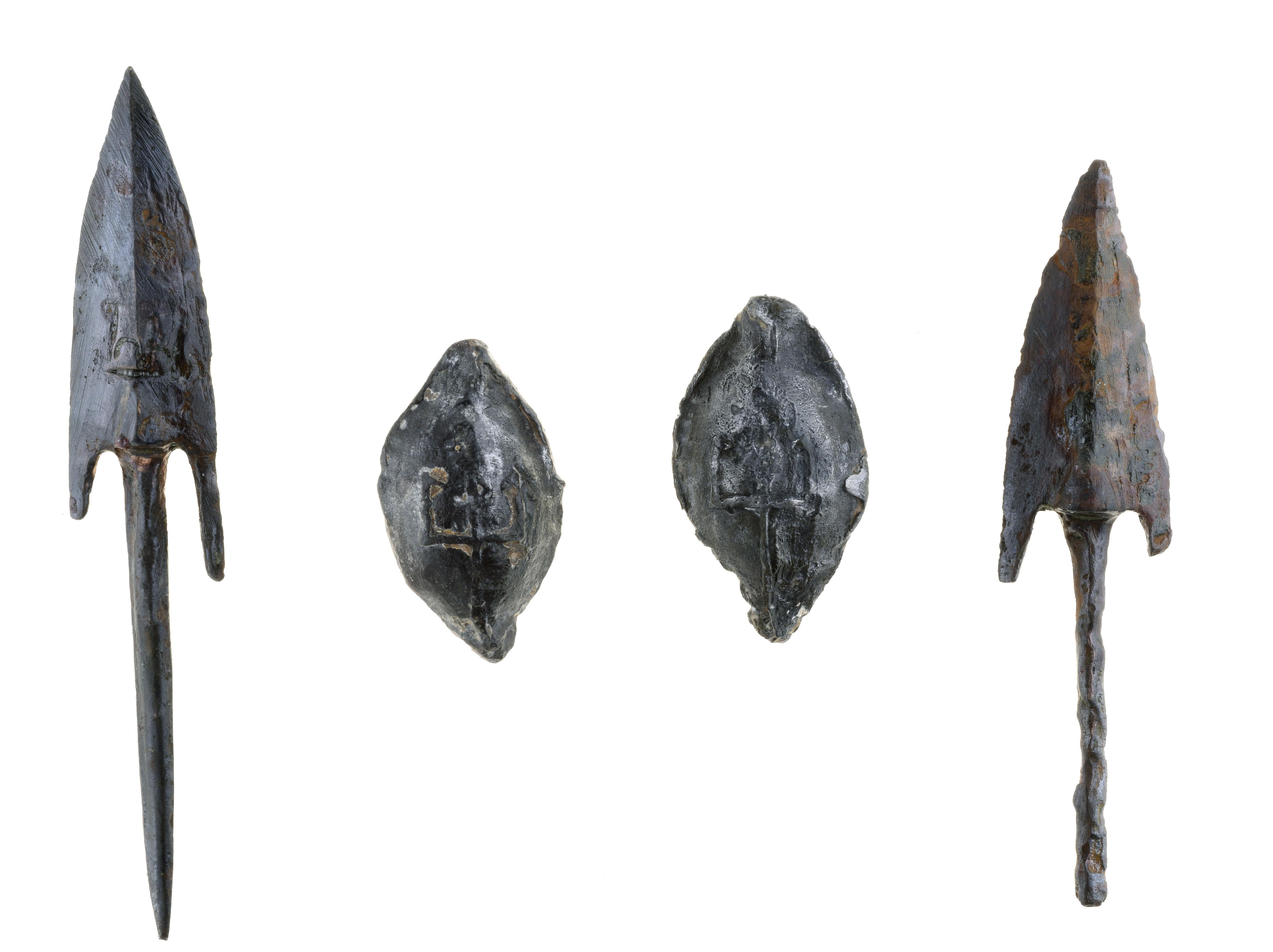
Pfeilspitzen und Schleuderbleie mit Beta-Epsilon-Stempel

Die Angriffe habe Antiochos auf die Nordseite der Stadt konzentriert, so Josephus. Dort ist das Gelände vergleichsweise eben, und Antiochos habe hundert dreistöckige Belagerungstürme in Stellung bringen lassen. „Auch ließ er einen doppelten, sehr tiefen und breiten Graben auswerfen, und setzte den Belagerten hart zu.“ Diesen Bericht im Blick auf den Verlauf der hellenistischen Stadtmauer im Norden auszuwerten, hat sich als schwierig erwiesen. Donald T. Ariel vermutet, dass Josephus keine Vorstellung davon hatte, wie die hasmonäische Stadtmauer verlief, und sich die Vorgänge bei der seleukidischen Belagerung ähnlich wie bei der römischen Belagerung Jerusalems unter Titus vorstellte, die er als Augenzeuge miterlebte und wo der Hauptangriff von Norden erfolgte. Aus archäologischer Sicht ist eine Mauer um Tempelberg und die südlich anschließende damaligen Kernstadt (Davidsstadt) für die Zeit des Hyrkanos wahrscheinlicher. Ariel erwägt, dass Hyrkanus als eine seiner ersten Regierungsmaßnahmen den Bau einer Mauer vorantrieb, die den dünner besiedelten Südwesthügel (der heute als Berg Zion bezeichnet wird) umschloss und mit dem Südosthügel verband. Die Befestigung des Südwesthügels war vermutlich bei Beginn der Belagerung noch nicht fertig. Die seleukidische Armee rückte von West nach Ost vor, bis sie im Tyropoiontal stand und sich dem eigentlichen Hindernis gegenübersah: der Befestigung des Südosthügels. Bei Ausgrabungen in Jerusalem wurden beim Jaffator, der Davidszitadelle und im Tyropoiontal an der Westseite des Südosthügels (Giv'ati Parking Lot) bronzene, teilweise mit Beta-Epsilon gestempelte Pfeilspitzen aufgefunden, die relativ sicher Bogenschützen aus dem seleukidischen Belagerungsheer zugeordnet werden können.
Josephus gibt vom Ablauf der Belagerung folgendes Bild: Hyrkanos vertrieb die nicht wehrfähige Bevölkerung aus Jerusalem, um die in der Stadt vorhandenen Lebensmittel für das Militär verwenden zu können. Die syrischen Belagerer ließen diese Menschen aber nicht ziehen, und so irrten sie zwischen den Fronten umher. Als das herbstliche Pilgerfest Sukkot bevorstand, ließ Johannes Hyrkanos die hungernde Bevölkerung doch wieder in die Stadt und vereinbarte mit Antiochos einen Waffenstillstand. Der Seleukidenkönig gewährte diese Bitte nicht nur, er zeigte auch seine herrscherliche Fürsorge, indem er eigene Opfergaben (Stiere, Räucherwerk und kostbare Gefäße) zum Jerusalemer Tempel schickte. Durch dieses Signal ermutigt, nahm Hyrkanos mit Antiochos Friedensverhandlungen auf. Der Seleukidenherrscher forderte die Abgabe der Waffen, die Aufnahme einer Garnison in Jerusalem und die Steuerzahlung für Joppe und der anderen Städte außerhalb Judäas, die sich in hasmonäischer Kontrolle befanden. Hyrkanos erreichte in den Verhandlungen, dass Jerusalem keine syrische Besatzung aufnehmen musste, sondern stattdessen Geiseln stellte und 500 Talente Silber zahlte, davon 300 Talente direkt nach der Kapitulation, den Rest später. Das wären, wenn der attische Münzfuß zugrunde lag, etwa 7 Tonnen, 860 kg Silber, die Hyrkanos sofort bereitstellen musste.
Josephus zufolge entnahm Hyrkanos mehr als 3000 Talente Silber aus dem Grab König Davids, um diese Summe aufzubringen und außerdem Söldner anwerben zu können. Historisch ist unwahrscheinlich, dass König David mit großen Reichtümern beigesetzt wurde, und vor allem, dass etwaige kostbare Grabbeigaben der Könige von Juda nach der Eroberung Jerusalems durch die Neubabylonier nicht geplündert worden sein sollen. Thomas Fischer meint deshalb, Hyrkanos habe das Silber aus dem Tempelschatz von Jerusalem entnommen und dies durch den Verweis auf das Davidsgrab verschleiert. Das Davidsgrab lag nach der Tradition in direkter Nachbarschaft des Tempels, und silberne Schätze in diesem Grab waren „vielleicht Hyrkans öffentlich geäußerte Erklärung für den plötzlichen Reichtum.“
Die Jerusalemer Stadtmauer wurde geschleift, und dann zog das syrische Heer ab. Tessa Rajak weist auf eine ungewöhnliche Formulierung des Josephus hin: die Mauerkrone (altgriechisch τὴν στεφάνην τῆς πόλεως tḕn stephánēn tẽs póleōs) musste niedergerissen werden, nicht die Mauer selbst. Das war ein symbolischer Akt, der zum Gesamtbild außerordentlich milder Friedensbedingungen beiträgt, so milde, dass Rajak fragt, wozu Antiochos überhaupt Jerusalem belagerte, wenn er mit diesen Zugeständnissen zufrieden war. Dass er sich nicht länger mit Judäa aufhalten und zum Partherfeldzug aufbrechen wollte, wie Joseph Klausner vorschlug, lässt Rajak nicht gelten: Es sei keine Eskalation erkennbar, die ein schnelles Einschreiten des Königs erforderlich gemacht hätte. Rajak vermutet, dass ein Schreiben des römischen Senats eintraf, das Antiochos klargemacht habe, dass eine Veränderung des Status quo nicht akzeptiert würde – genau wie Rom eine Generation früher Antiochos IV. veranlasste, den Rückzug aus Ägypten anzutreten (Tag von Eleusis). Rajaks These einer römischen Intervention fand jedoch wenig Zustimmung. Bereits Thomas Fischer merkte an, dass es kein unmittelbares Zeugnis für diese Intervention in den antiken Quellen gibt. Israel Shatzman hält die These Rajaks für unbeweisbar. Edward Dąbrowa zufolge lassen weder die Umstände des hasmonäisch-seleukidischen Vertrags noch dessen Inhalt römische Einflussnahme erkennen.
Durch die Kapitulation musste Hyrkanos auf die Hafenstadt Joppe verzichten, die für den Außenhandel Judäas wichtig war. Nach dem Tod Antiochos’ VII. versuchte eine Jerusalemer Delegation in Rom vergeblich, die Kontrolle über Joppe zurückzuerhalten (Fannius-Dekret). Johannes Hyrkanus hatte damit zwar keinen Erfolg, betrieb aber immerhin wieder eine eigene Außenpolitik. In den letzten Jahren seiner Regierung (vor 104 v. Chr.) sprach der römische Senat dann Joppe den Judäern zu.
Nach Kay Ehling ließ Antiochos einen Goldstater prägen, um an seine erfolgreiche Belagerung Jerusalems zu erinnern. Diese Münze ist in das 179. Jahr der seleukidischen Ära (134/133 v. Chr.) datiert und zeigt auf der Rückseite die in einer Biga nach links fahrende Nike, ein eindeutiges Siegesmotiv.

### Teilnahme am Partherfeldzug Antiochos’ VII.
Als seleukidischer Vasall nahm Hyrkanos mit einem judäischen Kontingent am Partherfeldzug Antiochos’ VII. teil.

„Antiochus errichtete am Fluss Lykos ein Siegesdenkmal, nachdem er den Feldherrn der Parther Indates überwunden hatte, und blieb daselbst zwei Tage lang auf Bitten des Juden Hyrkanus, weil die Juden zufällig ein Fest begingen, an welchem sie nicht marschieren dürfen.“

Von weiteren Aktionen des Hyrkanos und seiner Armee in Parthien berichtet Josephus in den Jüdischen Altertümern nichts. Er springt in seiner Darstellung zu dem Moment, in dem Hyrkanos die Nachricht erhielt, dass Antiochos im Kampf gegen die Parther gefallen war, und dieses Machtvakuum umgehend für Eroberungszüge ins Ostjordanland, nach Samarien und Idumäa nutzte. Nimmt man Josephus beim Wort, dann wäre Hyrkanos in Jerusalem gewesen, als ihn die Nachricht vom Tod des Seleukidenkönigs erreichte. Es ist indes unwahrscheinlich, dass Antiochos ihm oder einem anderen Vasallen gestattet hätte, sich aus dem Partherfeldzug vorzeitig zurückzuziehen. Jonathan A. Goldstein erwägt, dass Antiochos VII. ihm die Rückkehr nach Judäa wegen seiner Verdienste in der Anfangsphase des Partherfeldzugs gewährt habe.

### Niedergang des Seleukidenreichs
Nach dem Tod Antiochos VII. kämpften zunächst Demetrios II. und Alexander II. Zabinas um die Nachfolge. Beide waren durch diesen Konflikt gehindert, gegen die Unabhängigkeitsbestrebungen in Jerusalem vorzugehen. So trafen Johannes Hyrkanos nicht nur keine Sanktionen, sondern beide Thronprätendenten pflegten die „Freundschaft“ mit dem Hasmonäer: sie akzeptierten den Status quo. Erst ein Jahrzehnt später versuchte Antiochos VIII., Judäa in seinen Machtbereich einzubeziehen. Antiochos IX. erzielte einige Erfolge gegen Antiochos VIII. und stieß 113 v. Chr. nach Koilesyrien und Phoinikien vor, so dass Hyrkanos die Kontrolle über die Küstenregion verlor und sich hilfesuchend an den Senat von Rom wandte. Der von Josephus mitgeteilte Senatsbeschluss ordnete an, dass Antiochos IX. die in Judäa eingenommenen Festungen und Häfen räumen und seine Garnison aus Joppe abziehen solle. Wieder waren die beiden Seleukiden hauptsächlich miteinander befasst und hatten keine Kapazitäten, um gegen Hyrkanos vorzugehen; in diesem Fall ist allerdings auch nicht überliefert, dass eine der Parteien freundschaftliche Beziehungen zu ihm aufgenommen hätte. Hyrkanos selbst war militärisch zu schwach, um in den seleukidischen Thronstreitigkeiten aktiv zu werden, wie es beispielsweise die Ptolemäer taten. Er blieb in der Rolle des Beobachters und sammelte Ressourcen, um im günstigen Moment selbst eine expansive Politik betreiben zu können.

### Eroberungspolitik

Das Hasmonäerreich; orange: von Johannes Hyrkanos annektierte Territorien

Kay Ehling schreibt: Hyrkanos, „der Antiochos VII. Heerfolge geleistet hatte …, kehrte nach dem Scheitern des Partherfeldzuges nach Judäa bzw. Jerusalem zurück und leitete eine expansive Eroberungspolitik ein.“ Die Eroberungen im Ostjordanland, in Idumäa und Samarien sind demnach in die Anfangszeit der Regierung Hyrkanos’ zu datieren und veranlassten den Seleukiden Demetrios II. zu Planungen, die Judäer aus dem neu eroberten Gebiet wieder zu verdrängen (ebd.), was er dann aber nicht in die Tat umsetzte. Demetrios II. unterlag 125 v. Chr. in der Entscheidungsschlacht bei Damaskus seinem Rivalen Alexander II. Zabinas. Er bat dann in Tyros um Tempelasyl, wurde aber ermordet. Ehling datiert also, Josephus folgend, Hyrkanos’ Eroberungszüge in die kurze Regierungszeit des Demetrios.
Eine kritische Lektüre von Josephus’ Werk unter Hinzunahme anderer antiker Historiker und des numismatischen Befunds zeigt aber, dass die Darstellung der Jahre von 129 bis 104 chronologisch nicht korrekt ist, so Kenneth Atkinson. Die Untersuchung der archäologischen Stätten Marissa und Tell Be’er Scheva sowie Garizim, Sichem und Samaria erbrachte Hinweise darauf, dass Idumäa und Samarien erst in den letzten Jahren von Hyrkanos’ Regierungszeit (zwischen 112/111 und 108/107 v. Chr.) von ihm annektiert wurden. Für die Militäraktionen im Ostjordanland gegen die Orte Madaba und Samaga fehlen archäologische Daten, mit denen man Josephus’ Darstellung vergleichen könnte.

#### Idumäa
Für die Datierung von Hyrkanos’ Feldzug gegen Idumäa haben die archäologischen Befunde von Marissa zentrale Bedeutung. Marissa war der Hauptort des westlichen Idumäa. Grabungen fanden von 1989 bis 2000 unter Leitung von Amos Kloner statt. Marissa war demnach ein militärischer Stützpunkt des Seleukidenreichs. Griechische, jüdische, nabatäische und phönizische kulturelle Einflüsse lassen sich bei den idumäischen Bewohnern nachweisen. Amos Kloner nennt für die Einnahme der Stadt durch Hyrkanos zwei Termini post quos: 112/111 v. Chr. (letzte Grabinschriften) oder 108/107 v. Chr. (letzte datierte Bleigewichte, Schlussmünzen).
Josephus zufolge zwang Hyrkanos die Idumäer, zum Judentum zu konvertieren, wenn sie im Lande bleiben wollten. „Wirklich nahmen sie auch aus Liebe zu ihrer Heimat die Beschneidung wie die übrigen Gewohnheiten der Juden an und waren also von dieser Zeit an ebenfalls Juden.“ In der Literatur wird manchmal darauf verwiesen, dass die Idumäer die Beschneidung ohnehin schon praktizierten und Josephus mit diesem Begriff einfach die Bekehrung zum Judentum meine. Mit Berufung auf Strabon (16,2,34) lässt sich argumentieren, dass viele Idumäer sich freiwillig dem Judentum zuwandten; Josephus’ Beschreibung einer Zwangskonversion wird allerdings durch den Grammatiker Ptolemaios bestätigt. Benedikt Eckhardt vermutet, dass die idumäische Oberschicht an einer Integration in die hasmonäische Verwaltung interessiert war, weil das Aufstiegsmöglichkeiten bot – ein Beispiel ist die Familie des Herodes. Das erforderte die Annahme des Judentums. Ein wahrscheinlich freiwilliger Akkulturationsprozess wurde nun aber in der hasmonäischen Geschichtsschreibung neu interpretiert, wie das zur Zeit des Hyrkanos verfasste 1. Makkabäerbuch zeigt, das Zwangsbeschneidung positiv konnotiert (1 Makk 2,46 ). Man kann nach diesem Konzept, das die Regierung des Hyrkanos kennzeichne, durch Rückgängigmachen der Beschneidung aus dem Ethnos der Judäer austreten (1 Makk 1,15 ), andererseits diesem Ethnos durch Beschneidung beitreten. Das Beispiel des Herodes zeigt aber auch, dass Teile der judäischen Bevölkerung die Idumäer weiterhin als fremd betrachteten, sich der Torainterpretation der hasmonäischen Regierung insofern widersetzten und die Abstammung höher bewerteten als die Beschneidung.
Es ist bekannt, dass Idumäer in Ägypten wohnten; in Memphis bildeten sie ein Gemeinwesen (Politeuma); dabei kann es sich um Bevölkerungsteile handeln, die nicht zur Konversion bereit waren und auswanderten. In Marissa scheinen Häuser in der Unterstadt infolge von Hyrkanos’ Eroberung aufgegeben worden zu sein. Das hellenistische Be’er Scheva war nach der Eroberung unbewohnt. Aus mehreren kleineren ländlichen Orten gibt es Befunde, die das Bild von Zerstörung und Aufgabe der Siedlung bestätigen.

#### Samarien

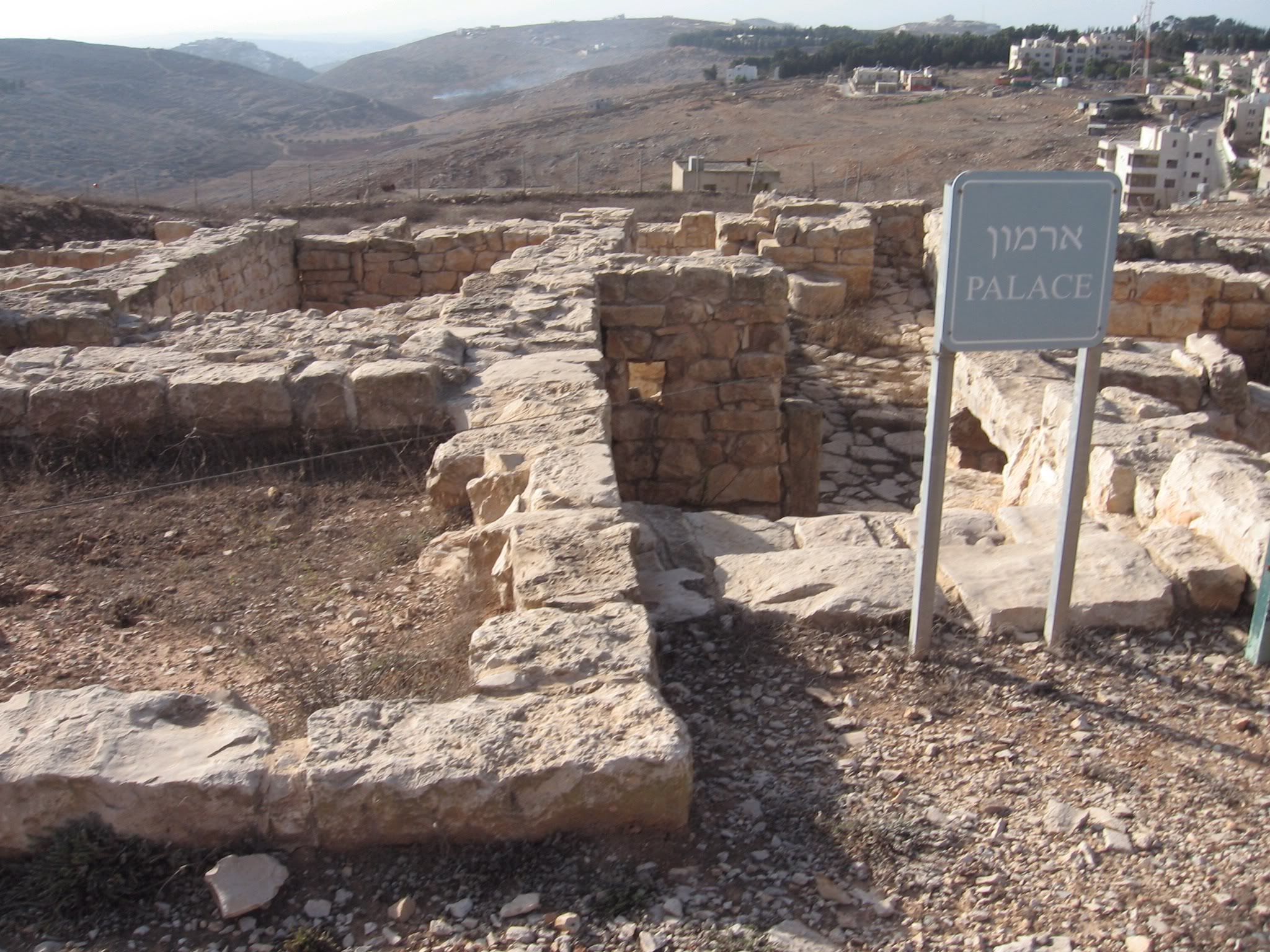
Grabungsgelände auf dem Garizim, hellenistischer Palast

Josephus schreibt, dass Hyrkanos Sichem und Garizim angegriffen habe; er „unterjochte das Volk der Chuthäer [eine abfällige Bezeichnung für Samaritaner], welches das dem Tempel zu Jerusalem ähnliche Heiligtum verehrte. Diesen hatte … Alexander dem Feldherrn Sanaballetes … zu bauen erlaubt. Jetzt nach zweihundert Jahren wurde der Tempel zerstört.“
Die Untersuchung des antiken Sichem zeigte, dass der Ort im späten 2. Jahrhundert nicht mehr besiedelt war. Je nach Stratigraphie wird die Zerstörung von Sichem auf 107 v. Chr. (G. Ernest Wright, Edward E. Campbell) oder 112/111 v. Chr. (Dan Balag) datiert. Der Ausgräber des samaritanischen Heiligtums auf dem Berg Garizim, Yitzhak Magen, meint, dass Hyrkanos 111/110 v. Chr. nicht nur den Tempel zerstörte, sondern auch die benachbarte, unbefestigte samaritanische Tempel- und Priesterstadt in Brand setzte. Ein Anwesen, das sich durch luxuriöse Ausstattung von der übrigen Bebauung abhebt, wurde von den Ausgräbern als Palast des samaritanischen Hohepriesters angesprochen (Foto). Eine judäische Garnison bezog nach Josephus Stellung auf dem Garizim, um eine Rückkehr der Samaritaner zu verhindern. Die Reste eines großen öffentlichen Gebäudes aus vor-römischer Zeit können als hasmonäische Festung interpretiert werden. Magen sieht einen Hortfund hasmonäischer Münzen auf dem Garizim als weitere Bestätigung für die judäische Besetzung des Garizim. Nach Gary N. Knoppers setzte Hyrkanos als Hohepriester die von der Tora geforderte Kultzentralisierung durch, indem er das mit dem Jerusalemer Tempel rivalisierende JHWH-Heiligtum zerstörte. Die Pluralität der JHWH-Verehrung, die die vorhergehende frühhellenistische Zeit kennzeichnete, war ja angesichts des Toragebots ein paradoxer Zustand, und so dürften der pro-hasmonäische Teil der Bevölkerung die Zerstörung des Garizim befürwortet haben. Die antike jüdische Fastenrolle (Megillat Taanit), die freudige Ereignisse auflistet, an deren Datum nicht gefastet werden soll, bezeichnet den 21. Kislev als „Berg-Garizim-Tag“; dies wird allgemein auf Hyrkanos’ Zerstörung des samaritanischen Heiligtums bezogen. Hyrkanos könnte außerdem vermutet haben, dass der Verlust ihres Tempels die Samaritaner mittelfristig dazu brächte, sich dem Jerusalem-zentrierten Judentum anzuschließen und damit den gleichen Weg zu gehen wie die Idumäer. Der Tempel auf dem Garizim war dem mit Zeus Xenios identifizierten Gott Israels, JHWH, geweiht; das konnte aber als Projekt einer kleinen hellenisierten samaritanischen Oberschicht ohne Rückhalt in der einfachen Bevölkerung gelten. Nach Seth Schwartz lebte im ländlichen Hinterland des Garizim eine Bevölkerung, die sich in ihrer religiösen Praxis kaum von den Judäern unterschied und auch ohne Konversion als jüdisch anerkannt wurde. Diese Vermutung wird durch archäologische Surveys gestützt, nach denen das Umland des Garizim keinen signifikanten Bevölkerungsrückgang erlebte, von Hyrkanos also offenbar geschont wurde.

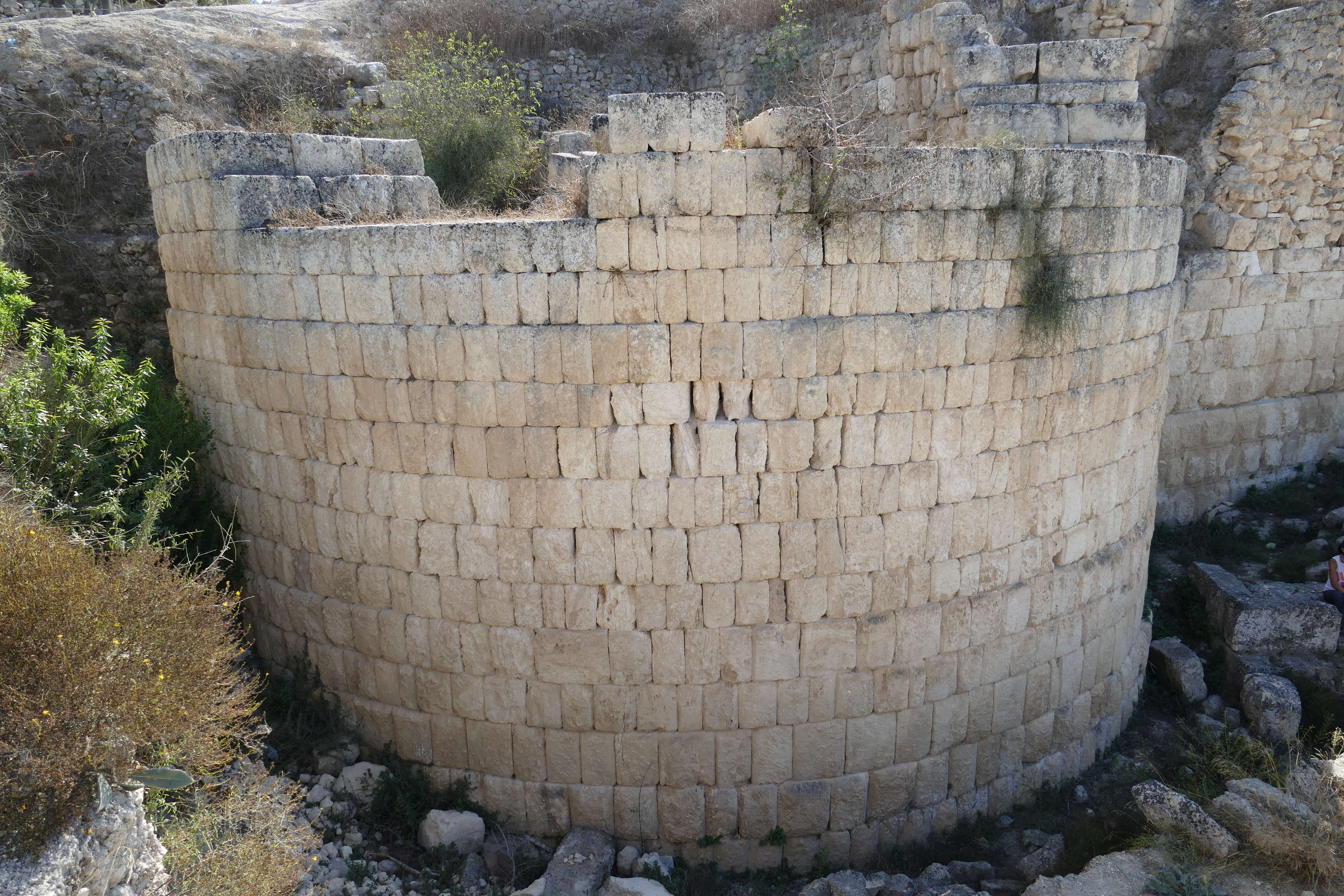
Turm der hellenistischen Befestigung von Samaria

Die Stadt Samaria war eine stark befestigte Militärkolonie, deren Bevölkerung wohl zu einem großen Teil aus den Nachkommen makedonischer Kolonisten bestand. Sie waren nach der Niederschlagung des samaritanischen Aufstands gegen Alexander den Großen (331 v. Chr.) in der danach neugegründeten Stadt angesiedelt worden. Antiochos IX. nutzte Samaria als Machtbasis, von wo aus er einen größeren Abschnitt der Mittelmeerküste kontrollierte. Die Belagerung dieser hellenistischen Stadt wurde von Hyrkanos’ Söhnen Antiochos und Aristobulos geleitet. Sie war für die judäische Armee eine größere Herausforderung als die Aktion auf dem Garizim, nicht zuletzt, weil Antiochos IX. versuchte, den Belagerten zur Hilfe zu kommen. Zwei Jahre hielt Samaria der Belagerung stand, wurde aber schließlich erobert. Josephus zufolge ließ Hyrkanos Samaria schleifen und die Einwohner in die Sklaverei verkaufen. Ein Fluss wurde umgeleitet, so dass er das Stadtgebiet überflutete. Josephus begründete die außerordentliche Härte diese Vorgehens durch einen besonderen Hass, den Hyrkanos gegen die Einwohner von Samaria empfunden habe. Die archäologische Untersuchung Samarias bestätigt die gewaltsame Eroberung; auch das ländliche Umland erlitt offenbar einen massiven Bevölkerungsrückgang, der durch Hyrkanos’ Feldzug erklärbar ist.
Während des Samaria-Feldzugs ließ Hyrkanos Josephus zufolge auch die hellenistische Stadt Skythopolis (Tell Istabah) und ihr Umland zerstören. Der archäologische Zerstörungshorizont wird hier auf etwa 108 v. Chr. datiert. Die Fastenrolle (Megillat Taanit) ergänzt die Informationen des Josephus durch das Schicksal der Einwohnerschaft: am 15. und 16. des Monats Sivan „ging die Bevölkerung von Bet Schean [= Skythopolis] und dem Tal ins Exil“. Es besteht Konsens, dass mit dieser Formulierung Hyrkanos’ Einnahme von Skythopolis als freudiges Ereignis kommemoriert wird. Auch hier zeigte ein archäologischer Survey einen massiven Bevölkerungsrückgang, von 26 hellenistischen Siedlungen bestanden in römischer Zeit nur noch sieben fort.

### Münzprägung

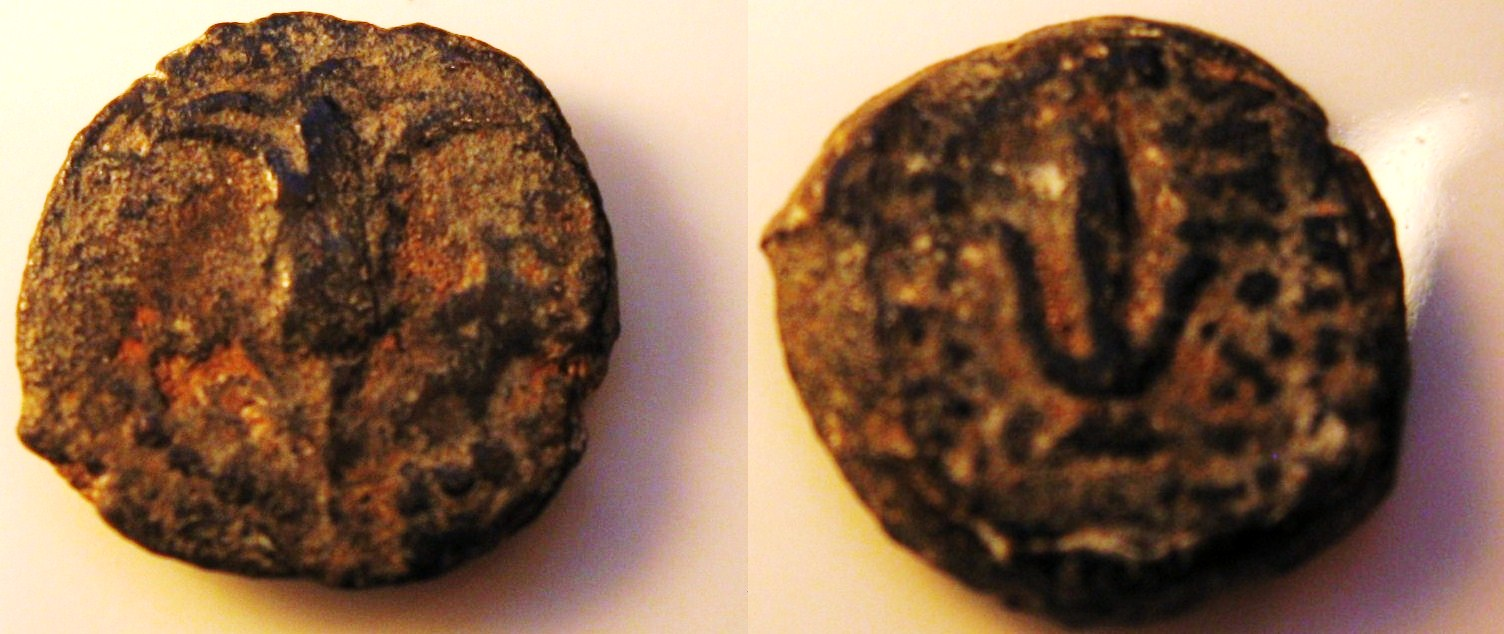
In Jerusalem geprägte Münze mit Lilie (links: Rückseite) und Anker (rechts: Vorderseite)

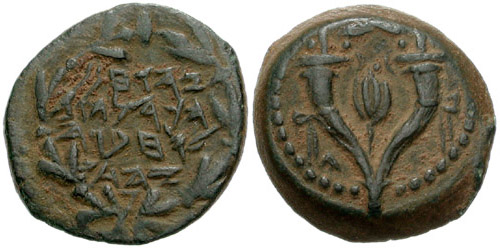
Bronzemünze des Johannes Hyrkanos; fünfzeilige Inschrift im Kranz: „Jôḥānān, Hohepriester; Gemeinschaft (ḥævær) der Judäer“

Johannes Hyrkanos war der erste Hasmonäer, der eigene Münzen prägen ließ. Seine ersten Münzen, datiert 132/31 und 131/30, zeigen ihn als Vasallen des Antiochos VII. (Foto): auf der Vorderseite erscheint das seleukidische Motiv des Ankers, auf der Rückseite eine Lilie, wie sie auch im Jerusalemer Tempel als Schmuckmotiv vorkam. Thomas Fischer bezeichnet die Dreiblattblüte (Lilie) geradezu als das „Wappen“ der Jerusalemer Hohepriester. Möglicherweise mit Rücksicht auf das jüdische Bilderverbot habe der Seleukidenherrscher darauf verzichtet, sein Porträt als Münzbild prägen zu lassen. Sämtliche Münzen hasmonäischer Herrscher wurden in unedlen Metallen ausgeprägt, da Judäa keine Silberminen besaß und die Ausmünzung des vorhandenen Silbers viel zu teuer, die konstante Qualität der tyrischen Tetradrachmen auch kaum erreichbar gewesen wäre. Die hasmonäischen Kleinmünzen (Pruta und Halb-Pruta) hatten für das Wirtschaftsleben der Bevölkerung eine große Bedeutung; genügend Scheidemünzen für Alltagsgeschäfte bereitzustellen, war eine wirtschaftliche Notwendigkeit.
Die Ikonographie der von Hyrkanos im eigenen Namen geprägten Münzen folgte teilweise hellenistischen Vorbildern, so zum Beispiel mit dem Motiv des doppelten Füllhorns, in dessen Mitte ein Granatapfel zu sehen ist. Die gekreuzten Füllhörner sind ein typisch hasmonäisches Münzbild. Sie sind auch in den Nachbarkulturen ohne weiters verständlich als Symbole für Fülle und Wohlfahrt. Der Granatapfel in der Mitte inkulturiert das Füllhorn-Motiv. Andere Münzen des Hyrkanos zeigen eine Lilie zwischen Getreideähren, und ein dritter Münztyp zeigt neben dem Füllhorn-Motiv einen makedonischen Helm. Das Motiv des Helms begegnet auch auf Münzen Antiochos’ VII., von wo Hyrkanos es anscheinend übernommen hat.
Münzinschriften in paläohebräischer Schrift, wie sie auf den Prägungen des Johannes Hyrkanos erscheinen, waren zwar nicht völlig neu, ungewöhnlich ist aber ihre Länge. Lesen konnten diese damals schon ungebräuchliche Schrift wohl nur die wenigsten. Aber dass gerade diese Buchstaben in der Tradition von Tempel und Tora standen, erschloss sich wohl auch denen, die den Text nicht entziffern konnten. Auf seinen Münzen führte Hyrkanos nicht nur den Titel Hohepriester, sondern auch „Oberhaupt“ (rôš). Die Seleukiden hatten das Gemeinwesen mit dem Zentrum Jerusalem, das sie als Teil ihres Großreichs betrachteten, als „Ethnos der Judäer“ bezeichnet; nun da unter Johannes Hyrkanos die Unabhängigkeit erreicht war, begegnet als Selbstbezeichnung auf den Münzen nicht etwa „Israel“, sondern hebräisch חבר היהודים ḥævær hajjəhûdîm. Im Bibelhebräischen bedeutet ḥævær „Genossenschaft, Gemeinschaft“; bei den hasmonäischen Münzprägungen wurde seit Julius Wellhausen vermutet, ḥævær bezeichne eine Ratsversammlung, vergleichbar mit der hellenistischen Gerusia oder dem späteren jüdischen Synhedrium. Nach Benedikt Eckhardt war ḥævær das hebräische Äquivalent für Ethnos, und der hebräische Titel „Oberhaupt“ (rôš) auf Münzen entsprach dem seleukidischen Titel Ethnarch. Die traditionellen Bezeichnungen wären also gegenüber der seleukidischen Zeit gleich geblieben, aber übersetzt worden. Elemente von Kontinuität waren, so Eckhardt, gerade wegen der neu errungenen Unabhängigkeit wichtig, umso mehr, als die Loslösung aus dem Seleukidenreich ein längerer Prozess war, der auch nach dem Tod Antiochos’ VII. weiterging. Nach Andreas Hartmann betonen die Münzprägungen des Johannes Hyrkanos stärker sein Hohepriesteramt als das Ethnarchentum, vermutlich weil der Tempel zu seiner Zeit der wichtigste Wirtschaftsfaktor in Judäa war.

### Amtsführung als Hohepriester
Hyrkanos war ein aktiver Hohepriester, der kultische Fragen in einer Weise regelte, die Jahrhunderte später von der rabbinischen Literatur als relevant referiert wurde.
Er hatte anscheinend den Anspruch, als Hohepriester und Ethnarch über alle Judäer, unabhängig von ihrem Wohnort, zu regieren. In diesem Sinn wurde die jüdische Diaspora in Ägypten mit einem im 2. Buch der Makkabäer enthaltenen Brief aufgefordert, das Chanukkafest zu begehen und damit des erfolgreichen Freiheitskampfes der Hasmonäer zu gedenken.
Hyrkanos’ Militäraktion auf dem Garizim und besonders die Zerstörung der hauptsächlich von Priestern bewohnten benachbarten Siedlung kann auch gegen das konkurrierende samaritanische Hohepriesteramt gerichtet gewesen sein. Die samaritanische hohenpriesterliche Familie sah sich nämlich als Nachkommenschaft Aarons, und es ist möglich, dass dieser Anspruch auch von Judäern anerkannt wurde.
Josephus rühmte Johannes Hyrkanos dafür, dass er von Gott nicht nur das Herrscher- und Hohepriesteramt erhalten habe, sondern außerdem auch die Fähigkeit, Zukünftiges vorherzuwissen. So habe er seinen beiden ältesten Söhnen vorhergesagt, dass sie nicht lange regieren würden. Ein weiteres Beispiel für die prophetische Begabung bringt Josephus und zeigt dabei, wie es mit Hyrkanos’ kultischen Aufgaben als Hohepriester verbunden sein konnte:

„An dem Tage nämlich, da seine Söhne mit dem Kyzikener kämpften, soll (φασὶ γάρ) der Hohepriester, als er allein im Tempel ein Rauchopfer darbrachte, eine Stimme vernommen haben, die ihm verkündigte, Antiochus sei soeben von seinen Söhnen besiegt worden. Er begab sich alsbald aus dem Tempel und teilte dem Volke sein Erlebnis mit, und wirklich war es so eingetroffen.“

Vered Noam zufolge fügte Josephus an dieser Stelle eine legendarische hebräische Quelle ein. In seinem Werk über den Jüdischen Krieg, das mit einem Bericht über die Hasmonäerkönige beginnt, ließ er diese Episode aus. Diese Tradition über Hyrkanos’ prophetische Begabung war nicht nur Josephus bekannt, sondern auch der rabbinischen Literatur.
Eine weitere volkstümliche Überlieferung brachte Josephus in den Jüdischen Altertümern, um zu begründen, warum der politisch so erfolgreiche König von Teilen der Bevölkerung abgelehnt worden sei. Diese Spaltung, angeblich durch Neid auf Hyrkanos’ Leistungen motiviert, erwähnte bereits Nikolaos von Damaskus, Josephus’ Quelle im Jüdischen Krieg. In den später entstandenen Altertümern fügte Josephus in den von Nikolaos übernommenen Kontext eine Legende ein. Sie hat ebenfalls eine Parallele in der rabbinischen Literatur, wird dort allerdings nicht mit Hyrkanos, sondern mit dessen Sohn Alexander Jannäus verbunden. Josephus zufolge war Hyrkanos in seinen frühen Regierungsjahren ein Förderer der Pharisäer und lud sie zu einem Bankett. Einer der Gäste forderte den Herrscher auf, auf das Hohepriesteramt zu verzichten, da seine Mutter eine Kriegsgefangene gewesen sei. Da die Pharisäer sich für eine milde Strafe des Beleidigers aussprachen, argwöhnte der erzürnte Hyrkanos, dass sie dessen Meinung insgeheim teilten, so Josephus. Er habe deshalb seine Präferenzen gewechselt und die Religionspartei der Sadduzäer unterstützt. Als Hintergrund dieser Legende könnte man vermuten, dass die Übernahme des Hohepriesteramts durch die Hasmonäer von den Pharisäern kritisch gesehen wurde, da Hyrkanos’ Familie keine zadokidische Abstammung hatte.
Das hebräische Original des nur griechisch überlieferten 1. Buchs der Makkabäer wird meist einem Verfasser am Hof des Johannes Hyrkanos zugeschrieben. Die Meinungen gehen aber auseinander, ob es am Anfang oder am Ende seiner Regierungszeit niedergeschrieben wurde.

### Baumaßnahmen

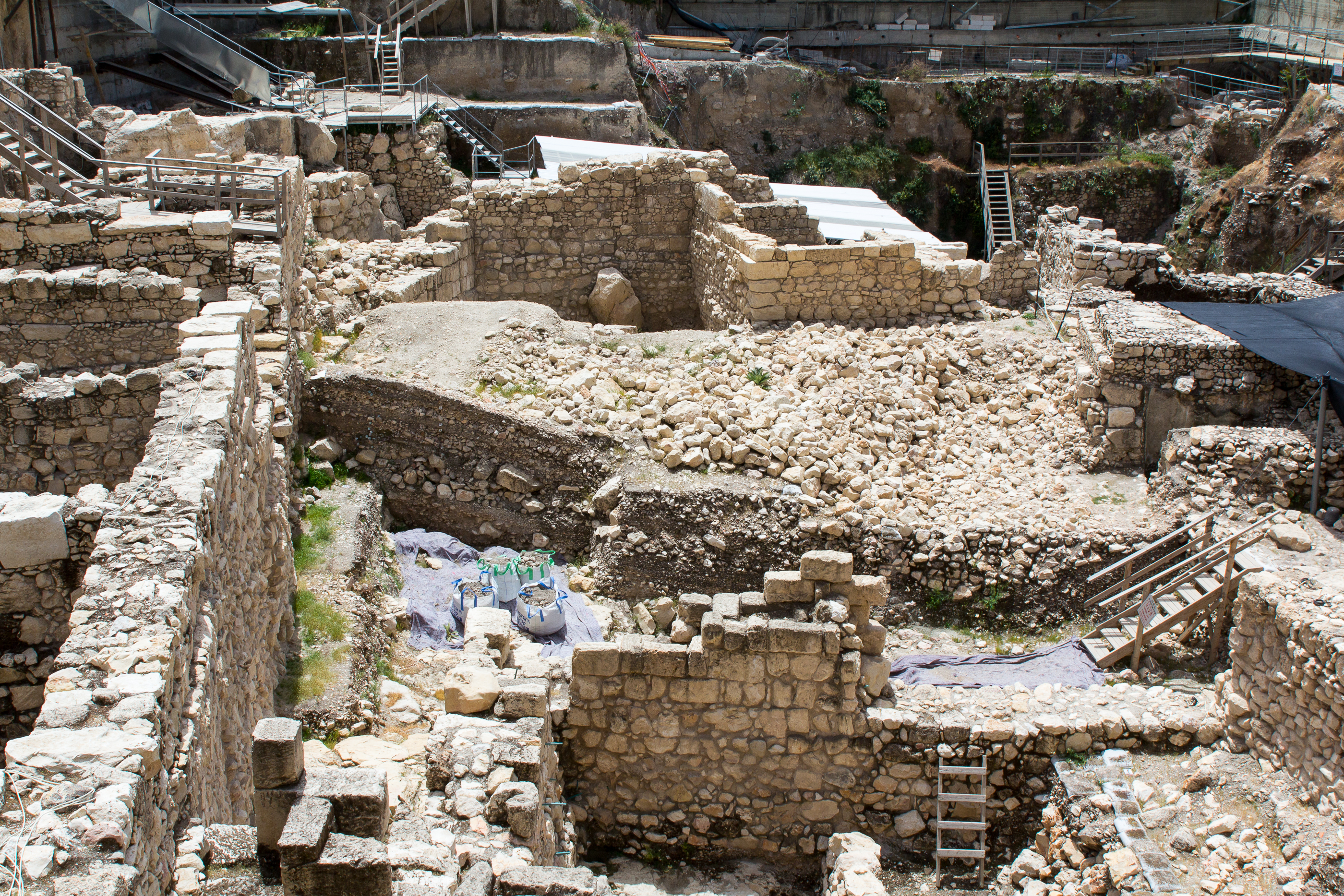
Ausgrabungen Giv'ati Parking Lot

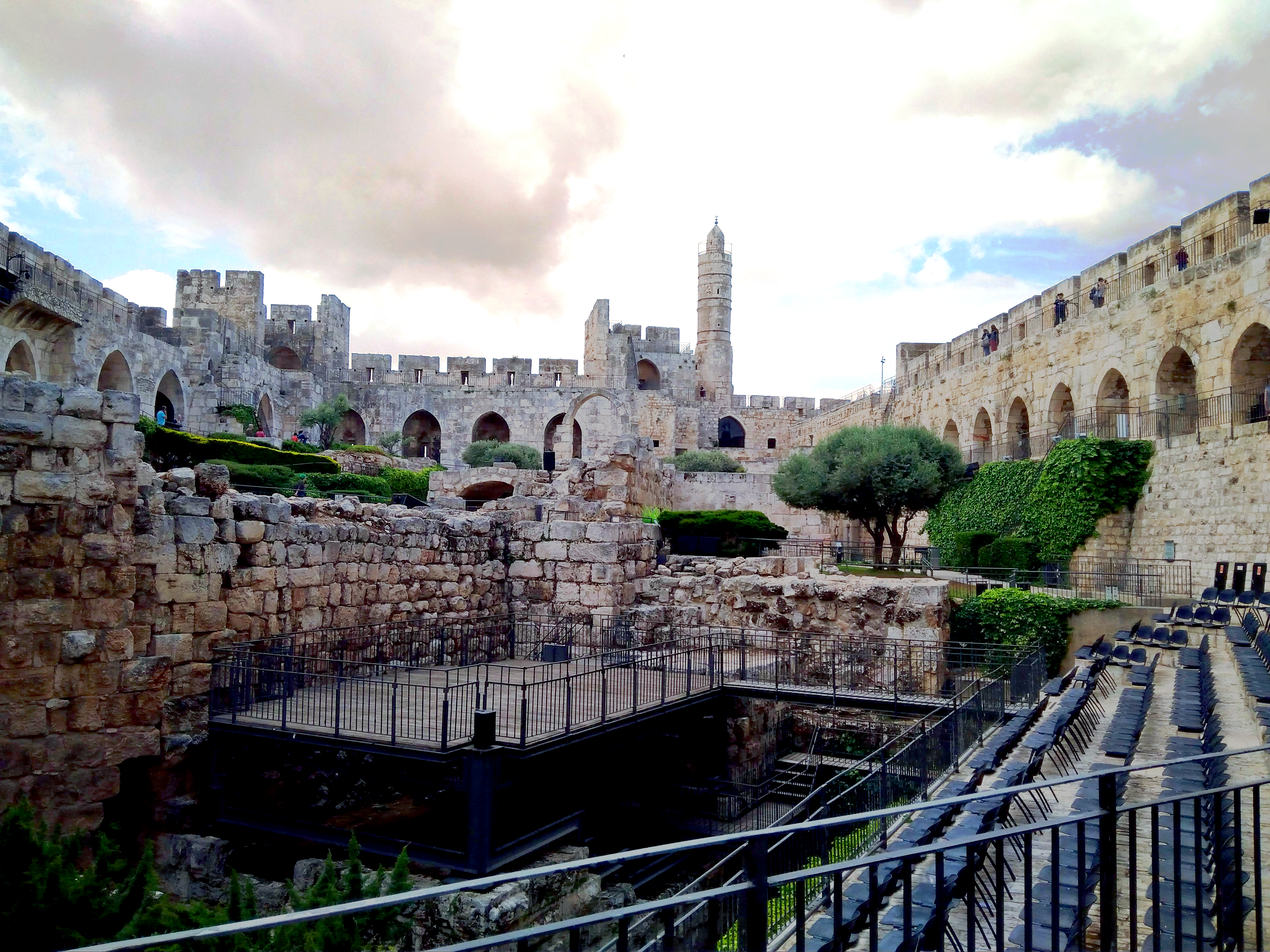
Hasmonäische Mauer im Innenhof der Davidszitadelle (Tower of David Museum)

Das 1. Buch der Makkabäer rühmt den Bau der Mauern Jerusalems als besondere Leistung des Hyrkanos:

„Und die übrigen Erzählungen über Johannes und seine Kämpfe und seine Heldentaten, die er vollbrachte, und über den Bau der Mauern, die er errichtete, und über seine Taten, diese sind im Tagebuch seines Hohepriesteramtes aufgeschrieben […]“

 Spuren der hasmonäischen Stadtmauer sind zwar an mehreren Stellen des Jerusalemer Stadtgebiets archäologisch nachgewiesen, doch lassen sich diese Reste im Bereich des Südwesthügels und Südosthügels nicht den Baunotizen der antiken Quellen bzw. einem der hasmonäischen Herrscher zuordnen – so Klaus Bieberstein. Beispielsweise ergaben die Nachgrabungen auf dem Zionsfriedhof (2015), dass sich hier, am südwestlichen Abhang des Südwesthügels, eine mehrphasige, bis in die hasmonäisch-herodianische Zeit zurückreichende Toranlage befand, die oft mit dem von Josephus erwähnten Essener-Tor identifiziert wird. Etwas südlich der Toranlage, wo die Mauer nach Osten abknickt, befand sich ein Turm aus flach bossiertem Quadermauerwerk. Es ist aber nicht mehr zu klären, ob dieser Turm aus hasmonäisch-herodianischer Zeit stammt, oder ob er in byzantinischer Zeit mit älterem Baumaterial aufgeführt wurde, so Katharina Palmberger und Dieter Vieweger. Yehiel Zelinger dagegen weist diesen Turm der unter Simon Makkabäus oder Johannes Hyrkanos fertiggestellten hasmonäischen Stadtmauer zu, während die Mauer selbst in diesem Bereich nicht erhalten sei.
An der Westseite der Jerusalemer Davidsstadt (Giv'ati Parking Lot, Ausgrabungen 2007 bis 2015) legten Archäologen ein zweizoniges Glacis frei. Auf nebenstehendem Foto erkennt man es als breite Erd- und Steinaufschüttung etwa in der Bildmitte. Aufgrund der hellenistischen Pfeilspitzen und der Fundmünzen interpretiert Donald T. Ariel den unteren Bereich des Glacis als jene Mauer, die unter Antiochos VII. belagert wurde. Das obere Segment ließ Johannes Hyrkanos I. später, mutmaßlich auf die Nachricht vom Tod des Seleukidenkönigs hin, bauen und verstärkte so die Verteidigung der Davidsstadt. Bereits die Ausgrabungen unter Leitung von Yigal Shiloh (1978–1985) belegten über eine Länge von 18 Metern die hellenistisch-frührömische Umfassungsmauer der Davidsstadt an der Ostseite. Sie setzte auf dem gewachsenen Fels des Hügelkamms auf und ist maximal 3 m hoch erhalten; diese Stadtmauer bestand bis zur römischen Eroberung Jerusalems 70 n. Chr.
Im Innenhof der Davidszitadelle beim heutigen Jaffator, im Westen der Altstadt, wurde bei Grabungen ein hellenistisches Befestigungswerk mit drei Türmen freigelegt. Bronzene hellenistische Pfeilspitzen, Schleuderbleie und steinerne Ballistenkugeln deuten darauf hin, dass „gegen diese Mauer ein intensiver Beschuss stattfand, wohl bei der Belagerung Jerusalems durch Antiochos VII.“ Ariel vermutet hier ein Vorwerk (altgriechisch προτείχισμα proteíchisma), schließt aber auch nicht aus, dass Antiochos’ Belagerungsheer hier auf eine im Bau befindliche Stadtmauer stieß, die Arbeiten unterbrach und die Verteidiger zur befestigten Davidsstadt zurückdrängte.
Josephus schreibt, dass Hyrkanos am Nordrand der Stadt eine Baris genannte Burg errichten ließ, die einerseits die durch feindliche Angriffe seit jeher gefährdete Nordseite Jerusalems schützte, andererseits seine Kontrolle über das Tempelgelände verstärkte. Dieser Name, altgriechisch βάρις báris, übersetzt in der Septuaginta hebräisch בירה bîrāh, „Akropolis, Burg, Festung“ sowie „Tempelburg“. Das Struthion-Becken, das heute im Jerusalemer Kloster der Sionsschwestern besichtigt werden kann, diente der Wasserversorgung der Baris.

## Familie und Nachfolge
Johannes Hyrkanos starb nach 31 Regierungsjahren 104 v. Chr. eines natürlichen Todes. Er hinterließ fünf Söhne, von denen drei namentlich bekannt sind. Sie trugen hebräisch-griechische Namen: Judas Aristobulos (regierte 104/03), Jonathan („Jannai“, gräzisiert Jannaios) Alexander (regierte 103–76) und Mattathias (?) Antigonos, der 104 v. Chr. von seinem Bruder Aristobulos ermordet wurde. Indem er seine Söhne nach den frühen Makkabäern benannte, versuchte Hyrkanos die Legitimität seiner Familie durch Rückbezug auf den ruhmreichen Unabhängigkeitskampf zu stärken. Mit dem zweiten, griechischen Namen bezog er sich auf Männer aus dem Umkreis Alexanders des Großen, nach Ansicht von Seth Schwartz, um die Anerkennung seiner hellenistischen Standesgenossen im östlichen Mittelmeerraum zu finden. Jonathan A. Goldstein dagegen bezieht sich auf die Wortbedeutung dieser Namen und vermutet, dass Hyrkanos seinen Söhnen Namen gegeben habe, die auf die Erfüllung biblischer Prophetenworte anspielten (Aristobulos, „bester Ratgeber“, als Anspielung auf Jes 9,6  usw.). Nach Hyrkanos’ Tod regierte zunächst die Witwe, aber ihr Sohn Judas Aristobulos veranlasste, dass sie in Haft kam, wo er sie verhungern ließ.